# Помаранчева зима
«Помаранчева зима» — документальний фільм студії AZ Films L.L.C., знятий у 2007 році незалежним режисером та продюсером документального кіно Андрієм Загданським. Фільм розповідає про президентські вибори в Україні, які відбулися у листопаді 2004 року, результати яких, за думкою опозиції, були сфальсифіковані. Масові протести, які стали результатом офіційного завершення виборів стали називати Помаранчевою революцією. В центрі фільму не політичні фігури, а «майдан», спонтанно сформоване суспільство демонстрантів одягнених в помаранчеве. Після двох тижнів масових протестів Верховний суд України відмінив результати голосування та назначив нову дату президентських виборів. Опозиційний кандидат Віктор Ющенко виграв новий тур голосування та став президентом України.
Фільм поступово та детально відтворює хронологію двох критичних тижнів, коли хаос та цивільна непокора охопили Київ.
Авторський текст до фільму був написаний російським есеїстом Олександром Генісом.

## Преса
«Надихаюча», «щира та емоційна документальна розповідь про захоплюючу народну сутичку». Брюс Беннет, New York Sun.
«Воно працює… Стисла та сильна розповідь про епохальні події. Цей фільм очікує великий попит на світовому телебаченні». Джо Лейдон, Variety.
«Помаранчева зима» — це більше ніж урок історії. Подібно до роману Нормана Мейлера «Армія ночі», фільм характеризує політичний рух як живу істоту, та описує його внутрішні зміни так, ніби це протагоніст у драмі". Метт Золлер Сейтц, The New York Times.
«Андрій Загданський […] спантеличив „Помаранчевою зимою“ у жанрі посібника для американських студентів, які вивчають українську історію» Дмитро Савельєв, «Время».

## Знімальна група
- Автор концепції та режисер Андрій Загданський
- Автор тексту Олександр Геніс
- Оператори: Володимир Гуєвський, Ігор Іванов, Павло Казанцев
- Композитор Олександр Гольдштейн
- Продюсери: Андрій Загданський, Гліб Синявський
- Тривалість фільму: 72 хв.
- Кінокомпанія: AZ Films L.L.C.

## Нагороди
- Диплом та приз «Особливе згадування» Міжнародного кінофестивалю «Punto De Vista» Памплона, Іспанія (2007)
- Перший приз журі XXVII кінофестивалю «Black Maria» США (2008)